# Jars (Cher)
Jars település Franciaországban, Cher megyében. Lakosainak száma 491 fő (2022. január 1.). Jars Assigny, La Chapelotte, Ivoy-le-Pré, Menetou-Râtel, Le Noyer, Subligny, Sury-ès-Bois, Thou és Villegenon községekkel határos.

## Népesség
A település népessége az elmúlt években az alábbi módon változott:
| Lakosok száma | 596  | 554  | 522  | 490  | 525  | 516  | 507  | 503  | 503  | 491  |
|               | 1968 | 1982 | 1990 | 2006 | 2013 | 2015 | 2017 | 2019 | 2020 | 2022 |